# Benzoylchlorid
Benzoylchlorid, též známý jako benzenkarbonylchlorid, je aromatická organická sloučenina, za normálních podmínkách se jedná o bezbarvou dýmavou kapalinu dráždivého zápachu. Funkční vzorec je C6H5COCl.
Používá se jako meziprodukt při výrobě barviv, parfémů, organických peroxidů, léčiv a pryskyřic. Používá se též ve fotografii, jako inhibitor rosolovatění uhlovodíkových paliv a při výrobě syntetických taninů. Dříve se používal také jako dráždivý plyn v chemických zbraních.

## Příprava
Příprava benzoylchloridu je podobná přípravě jiných acylchloridů: reakcí kyseliny benzoové (C6H5COOH) s chloridem fosforečným nebo chloridem thionylu. Alternativně ho lze připravovat chlorací benzaldehydu.

## Reakce
Benzoylchlorid je typickým acylchloridem. Reaguje s alkoholy a aminy za vzniku odpovídajících esterů a amidů. Podléhá Friedel-Craftově acylaci areny za vzniku příslušných benzofenonů. Obdobně reaguje s vodou za vzniku kyselin chlorovodíkové a benzoové:
PhCOCl + H2O → PhCOOH + HCl
Benzoylchlorid reaguje s peroxidem sodným za vzniku benzoylperoxidu a chloridu sodného:
2 PhCOCl + Na2O2 → (PhCO)2O2 + 2 NaCl